# Cantalupo in Sabina
Cantalupo in Sabina és un comune (municipi) de la província de Rieti, a la regió italiana del Laci. A 1 de gener de 2019 la seva població era de 1.666 habitants.
És un dels diversos comuns italians anomenats "Cantalupo" ("cant del llop" o "llop cantant") i sembla que aquests topònims es deuen a una presència elevada de llops en el seu moment.

## Història
A l'època romana imperial Cantalupo va albergar una dispersió de vil·les romanes, que pertanyien als Tullii, la família de Marc Tul·li Ciceró, però en el període de les invasions bàrbares els habitants van ser protegits per un castell emmurallat a l'altura d'un esperó rocós, que estava en possessió dels comtes de Cuneo. No es menciona Cantalupo, però, fins que un registre del segle xi va informar del poble emmurallat com a possessió de l'abadia de Farfa. Tot i que el 1278 els representants del comú van jurar lleialtat al Papat, a causa de la seva posició a la frontera del Laci (governada des de Roma) i d'Umbria, Cantalupo va passar d'un senyor feudal a l'altre.
El castell ("rocca") que comandava la ciutat es va ampliar a residència per als comtes de Sant'Eustachio als segles xiii i XIV, i després va passar a la família Savelli al segle xv abans que fos ampliada per una sèrie de titulars successius del feu. El lloc ara és propietat privada.
Als Estats Papals, Cantalupo estava governada per un representant directe de la Càmera Apostòlica.